# 韦尔道
韦尔道（德語：Werdau）是德国萨克森州的市镇，隶属于茨维考县。总面积为65.63平方千米，截至2023年12月31日总人口为20,793人。

## 地理

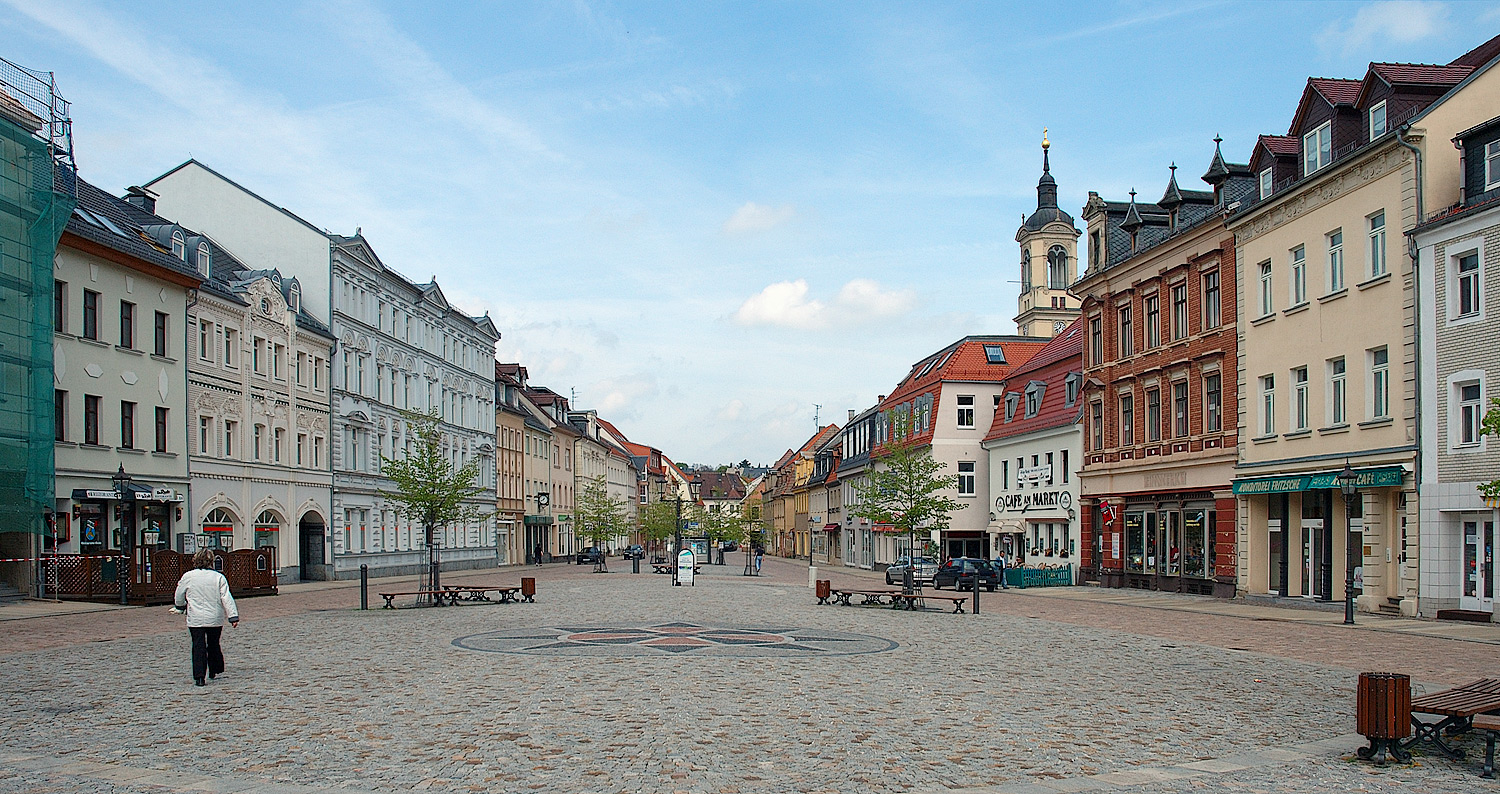
市场广场

### 地理位置
韦尔道位于普莱瑟河畔，西厄尔士山脉山麓，鄂尔士山脉盆地以西，平均高度为海拔340米。附近最大的城市是八千米远的茨维考、26千米远的格拉和39千米远的开姆尼茨。

### 周边县镇
韦尔道与茨维考县内的三个镇、茨维考市以及图林根州格赖茨县中的两个镇相邻。

### 行政区划
韦尔道分四个市区。
市内面积中2.57平方公里是农业使用面积、2.42平方公里是林地、0.66平方公里是绿地。0.47平方公里是建筑面积，0.31平方公里是交通使用面积。水域面积为0.06平方公里、0.28平方公里是其它使用。

## 历史
韦尔道原名（韦尔德），是在14世纪里从一个村庄发展出来的。它位于从莱辛巴赫到莱比锡的路上。约1400年时它属于附近兴费尔斯堡（Burg Schönfels）的贵族。从15世纪中开始它发展成织布业的中心，19世纪里织布业被工业化的纺织工业取代。

环视图

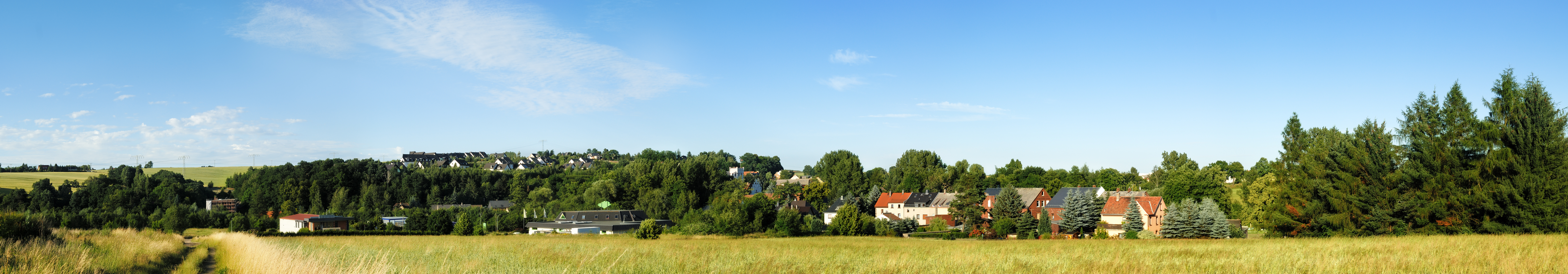
从西部看斯旦普莱斯市区

从北部看斯旦普莱斯市区

### 人口演化
人口发展：
| 1834年至1950年 - 1834年—4,994 - 1875年—11,689 - 1880年—13,654 - 1933年—21,587 - 1939年—21,369 - 1946年—27,041 - 1950年—25,864 | 1960年至1999年 - 1960年—24,539 - 1981年—20,177 - 1984年—19,870 - 1995年—21,504 - 1997年—23,258 - 1998年—26,823 - 1999年—26,552 | 2000年至2006年 - 2000年—26,077 - 2001年—25,595 - 2002年—25,158 - 2003年—24,791 - 2004年—24,559 - 2005年—24,290 - 2006年—23,976 | 2007 - 2007年—23,565 |

1998年开始的数据来源：萨克森州统计局

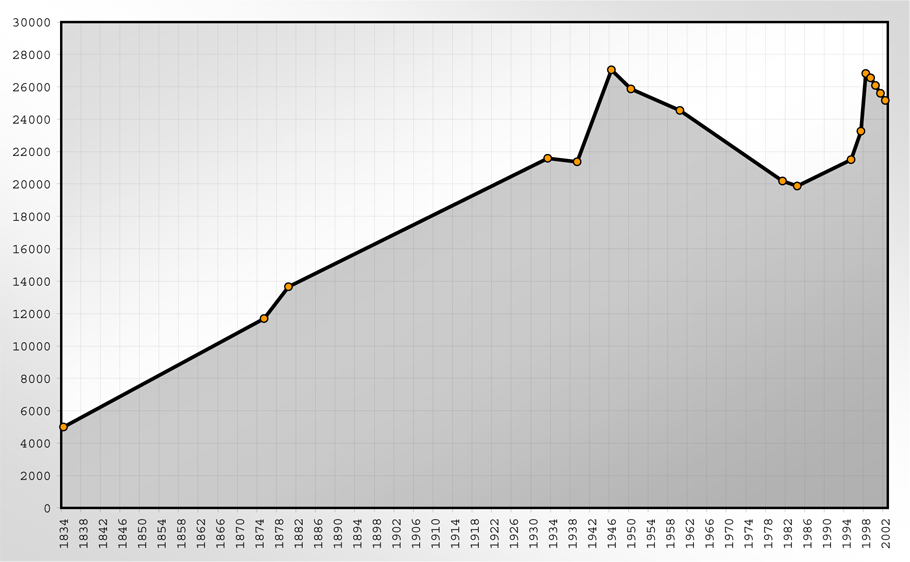
人口演化

1995年的人口数量增高是通过合并周边村庄导致的，而不是因为出生增高导致的

## 纪念碑
- 在科尼格斯瓦尔德市区的墓地上有一座纪念一名无名波兰战俘的墓，他于1942年死于非自主劳务。
- 在鲁珀茨格林市区的墓地上有三座墓纪念三名被关押在集中营中的无名人士，他们在1945年1月的运输车中经过韦尔道时死于当地。
- 在斯旦普莱斯市区的墓地上有一座纪念碑两名去往奥斯威辛集中营的无名人士的墓，他们估计是犹太人，于1945年1月在运输车上被发现。
- 市墓地上有一个纪念26名被关押在集中营中的无名人士的纪念碑，他们在去往布痕瓦尔德集中营的路上被谋杀。
- 在今天的韦尔道车辆厂门口曾有一座胸像和纪念碑纪念共产党人恩斯特·葛鲁伯，他虽然多次被关押在集中营中依然抵抗纳粹，最后于1945年在伯根-贝尔森集中营被谋杀。1990年后这些纪念碑被拆除。

## 政治

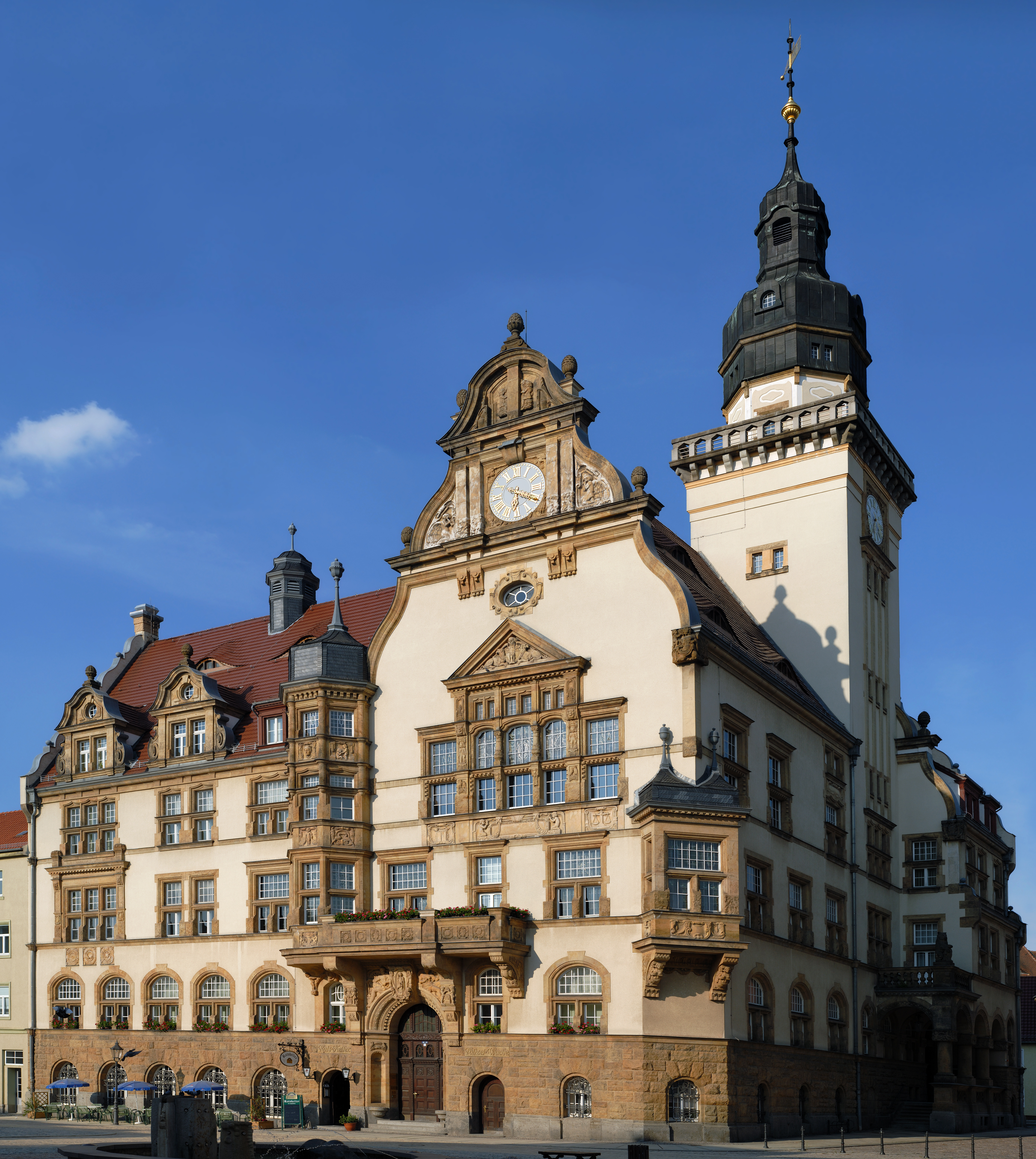
市政大厦

### 市议会
- 德国基督教民主联盟：8席
- 德国左派党：8席
- 自由选民：4席
- 德国社会民主党：3席
- 德国自由民主党：3席

### 友好城市
- 德国佩格尼茨河畔勒滕巴赫（1990年）
- 德国肯彭（1990年）

## 文化和名胜
- 蒸汽机博物馆

## 经济和基础结构
韦尔道有一座生产和研制卡车的车辆厂，但是现在这个厂已经不生产整车了，而是生产特殊车身和拖车。

### 交通
德国联邦公路175通过韦尔道，此外从莱比锡通往霍夫的铁路通过韦尔道，从这里还有一条铁路分叉去往开姆尼茨。

## 著名人物
- 托斯滕·比特曼，足球运动员